# Софтфон
Софтфо́н (калька с англ. software telephone, программный телефон) — класс программного обеспечения для персонального компьютера для совершения телефонных (голосовых) или видеозвонков через Интернет (в общем случае через любую IP-сеть) без использования дополнительного аппаратного обеспечения, за исключением гарнитуры, USB-телефона, микрофона и аудиоколонок, вебкамеры (в случае видеосвязи).
Софтфоны могут работать как по собственным специализированным закрытым протоколам (Skype, Mail.ru Агент, ICQ, QIP, Google Talk, Viber, Telegram), так и по открытым протоколам SIP и H.323, что позволяет их использовать в качестве абонентского оборудования в системах IP-телефонии.
Многие современные софтфоны дают пользователям возможность общаться с помощью мгновенных сообщений, а также поддерживают другие функции, присущие унифицированным коммуникациям: голосовые и видеоконференции, индикация присутствия, отправка SMS и т. п.
Технология WebRTC позволила использовать в качестве программного телефона любой современный веб-браузер на любом ПК.
Использование софтфонов на мобильных устройствах с доступом в Интернет стало причиной появления термина "мобильная IP-телефония" (mobile VoIP, mVoIP).